# Miloš Raban
Miloš Raban (20. června 1948, Kryštofovo Údolí – 7. ledna 2011, Liberec) byl římskokatolický kněz, teolog, filosof a inženýr, od roku 1990 farář ve farnosti Raspenava a administrátor excurrendo farností Hejnice a Mníšek u Liberce.
Zasloužil se o rekonstrukci poutní baziliky Navštívení Panny Marie v Hejnicích a přilehlého františkánského kláštera, v němž založil Mezinárodní centrum duchovní obnovy (MCDO Hejnice), jehož byl ředitelem. Učil zejména filosofické kurzy na Pedagogické fakultě Technické univerzity v Liberci, jejímž děkanem byl v letech 2005–2007. Také pracoval jako litoměřický biskupský vikář pro církevní školství. Byl kaplanem jurisdikce orleánské obedience Vojenského a špitálního řádu sv. Lazara Jeruzalémského.

## Život
Narodil se v rodině lesního inženýra jako nejstarší ze tří dětí. Bratrem je profesor práva Přemysl Raban, sestra je také právnička. Vystudoval systémové inženýrství na Českém vysokém učení technickém v Praze, oženil se a stal se otcem dvou dcer. Až do roku 1977 pracoval ve Výzkumném ústavu bezpečnosti práce. Tam se definitivně obrátil k víře v Boha: „Dospěl jsem k tomu, že čím větší riziko člověk podstupuje, tím méně se může opřít o naše praktické bezpečnostní systémy. A tím více hledá oporu v něčem, co ho přesahuje. Tak jsem se dobral ke koncepci transcendentálního zajištění bezpečnosti.“[zdroj⁠?!]
Rozhodl se studovat teologii, ale protože v Československu by ji legálně studovat nemohl a přitom ještě měl možnost odjet za hranice, v roce 1977 odjel legálně na služební cestu do Vídně, ze které se již nevrátil. Studoval teologii a filosofii nejprve na Papežské lateránské univerzitě, doktorát pak získal na Papežské univerzitě Gregoriana.
Osobně poznal psychiatra a filosofa Viktora Frankla, kterého navštěvoval ve Vídni. Stal se velkým znalcem jeho díla a na jeho filozofii postavil jak svou disertaci, tak metodiku své osobní spirituality na duchovní cestě za Bohem.
Za velkých obtíží a s přispěním Mons. Karla Vrány, tehdejšího rektora papežské koleje Nepomucenum, získal od papeže Jana Pavla II. dispens od povinnosti celibátu. V listopadu 1985 pak byl v Římě vysvěcen na kněze s určením, že jakmile to bude možné, nastoupí službu v rodné litoměřické diecézi.
Poté působil jako kněz v Německu, ve Frankfurtu nad Mohanem. Vzhledem k tomu, že vyrůstal uprostřed Prachovských skal, miloval horolezectví, a proto i během německého pobytu v horských výstupech pokračoval a zdolal většinu alpských vrcholů včetně Matterhornu či Mont Blancu. Cestoval také po světě, navštívil mimo jiné USA, Filipíny a Brazílii.
V době, kdy už se zamýšlel usadit v Německu, navštívil Řím při příležitosti svatořečení Anežky České nový litoměřický biskup Koukl a komunistický režim se v Československu zhroutil. Biskup Rabana požádal o návrat do rodné diecéze, poté jej poslal do Jizerských hor, do Raspenavy a do Hejnic, kde začal působit v roce 1990.

### Mezinárodní centrum duchovní obnovy

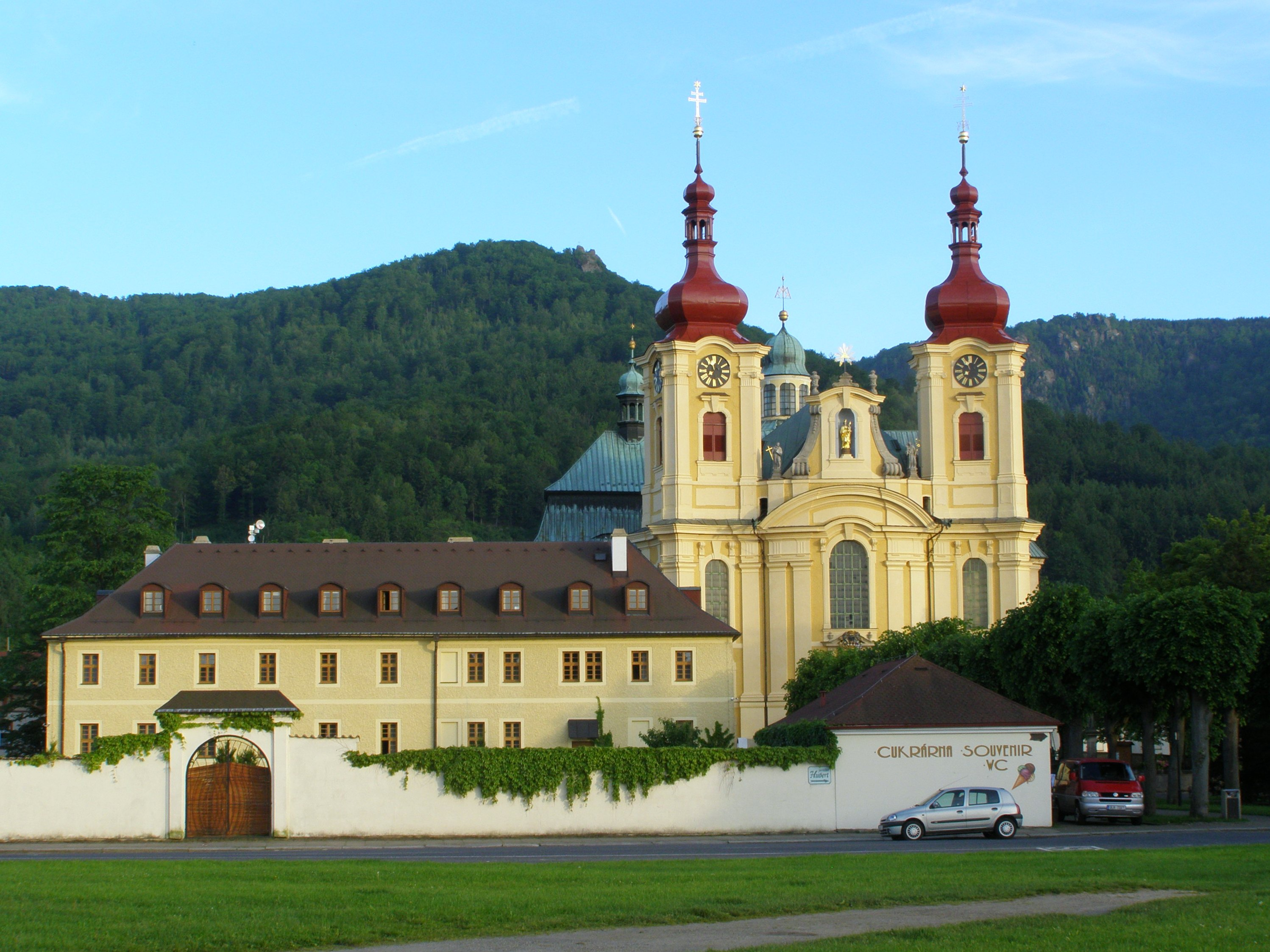
Bývalý františkánský klášter (dnes Mezinárodní centrum duchovní obnovy) s poutním chrámem Navštívení P. Marie v Hejnicích

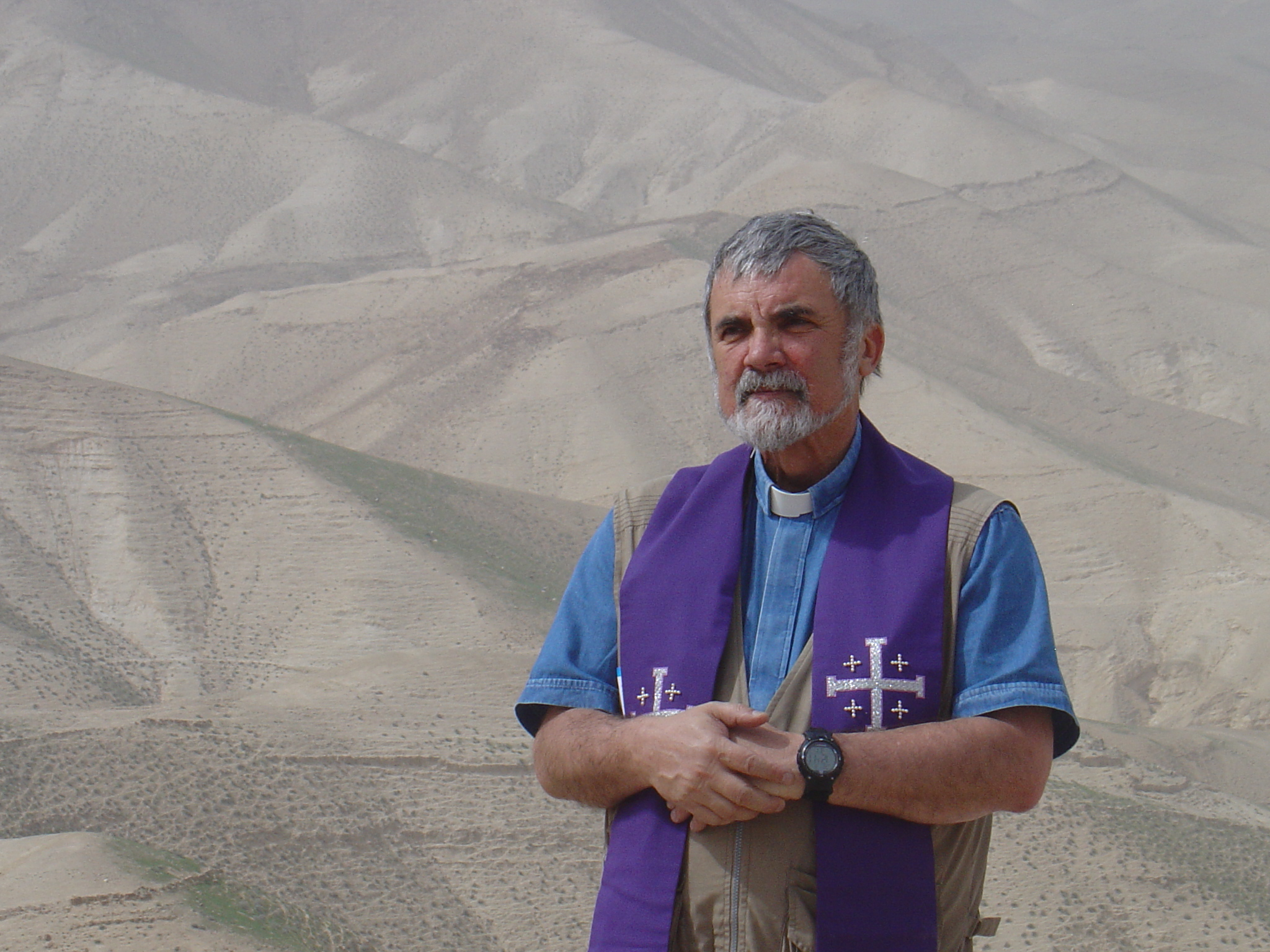
Miloš Raban

V Hejnicích zachránil téměř zničený františkánský klášter a poutní baziliku. Sehnal desítky miliónů korun na rekonstrukci, vybudoval zde Mezinárodní centrum duchovní obnovy a obnovil proslulost tradičního poutního místa. Prý to bylo snadné: „stačilo se modlit“. Sháněl peníze na obnovu baziliky i kláštera, kde se dalo – získával tisíc po tisíci a milión po miliónu od tuzemských i zahraničních nadací, církví, státu, sponzorů. Šedesát milionů korun na celkovou rekonstrukci kláštera, které běžní sponzoři nedokázali pokrýt, poskytl fond PHARE.
V budově bývalého kláštera, slavnostně znovu vysvěcené apoštolským nunciem Giovanni Coppou 5. ledna 2001, sídlí Mezinárodní centrum duchovní obnovy, v němž se na seminářích a školicích pobytech scházejí vědci, politici, ale také manažeři firem nebo umělci. Výtěžek z pronájmu jde zpátky do provozu a oprav areálu.

### Další aktivity
Kromě rekonstrukce poutního místa, plnění běžných povinností správce farnosti a podílení se na přípravě a organizaci Plenárního sněmu české katolické církve učil též společenské vědy a humanitní předměty (zejména filosofii, religionistiku a psychologii) na Pedagogické fakultě Technické univerzity v Liberci. V roce 2005 byl zvolen jejím děkanem, přičemž jeho hlavním úkolem bylo zastavit její úpadek a systematické ztrácení akreditací studijních programů. Poté, co fakultu stabilizoval, už v roce 2007 na další funkční období nekandidoval.

## Filmografie
- Cesty víry: Pravda o zázracích v městečku Hejnice, Česká televize 2002
- Das Glasmacherland: Im böhmischen Isergebirge. Dokumentární film Dagmar Wittmers 2008
- Kirchturmgeschichten aus Haindorf - Eine Wallfahrt in Böhmen. Dokumentární film Josefa Cyruse 2010
- Pro vita mundi (pořad Televize Noe, 2007)
- Hosté studia RTM (pořad TV RTM Liberec 2007) – doc. Miloš Raban a dr. Tomáš Edel

## Ocenění
- 2010 – Pocta hejtmana Libereckého kraje.
- 2011 – posmrtně Čestný občan města Hejnice.